# Самуково (Тверская область)
Самуково, Самыкино — исчезнувшая деревня Торопецкого района Тверской области. Располагалась на территории Пожинского сельского поселения.

## География
Деревня была расположена в 20 километрах (по прямой) к северо-западу от города Торопец. Находилась на берегу реи Каменка (приток Веенки) в 300 метрах к западу от современной деревни Финёво.

## История
На топографической карте Фёдора Шуберта 1870—1915 годов обозначена деревня Самыкина. Имела 5 дворов.
В списке населённых мест Псковской губернии за 1885 год значится деревня Самуково (Самыкино) (№11960). Располагалась при реке Каменке в 27 верстах от уездного города. Входила в состав Пожинской волости Торопецкого уезда. Имела 11 дворов и 41 жителя (из них 20 мужчин и 21 женщина).
На карте РККА 1923 — 1941 годов обозначена деревня Самуково. Имела 12 дворов.